# Dva přátelé
Dva přátelé (ve francouzském originále Les deux amis) je francouzský film, který natočil režisér Louis Garrel podle scénáře, který napsal s Christophem Honorém. Film je volně inspirován hrou Les Caprices de Marianne (1833) od dramatika Alfreda de Musseta. Ve filmu hrají Golshifteh Farahani, Vincent Macaigne a sám režisér. Farahani hraje Monu, která využívá pracovního propuštění z vězení, během kterého potká stydlivého herce Clémenta (Macaigne). Clément se na Monu snaží zapůsobit, a jelikož nemá úspěch, požádá o pomoc svého kamaráda Abela (Garrel). Mona se však začne zajímat více o Abela, což vyvolá konflikt mezi dvěma starými přáteli. Hudbu k filmu složil Philippe Sarde. Snímek měl premiéru 18. května 2015 na 68. ročníku Filmového festivalu v Cannes.